# Forte San Felipe del Morro
Il forte San Felipe del Morro, conosciuto anche come castello San Felipe del Morro o più semplicemente El Morro, è una fortezza del XVI secolo situata nell'estremità nord-occidentale dell'isoletta di San Juan, laddove sorge la Vecchia San Juan, in Porto Rico. Venne costruita per difendere la baia di San Juan e la stessa città dagli attacchi dei nemici e fu intitolata al re Filippo II di Spagna.
Fa parte del sito storico nazionale di San Juan che nel 1983 è stato inserito nella lista dei Patrimoni dell'umanità dell'UNESCO.

## La costruzione nel tempo
La costruzione della cittadella e delle sue mura intorno ebbe inizio nel 1539 su ordine del re di Spagna, Carlo V. La fortezza originale fu eretta sotto la direzione del conquistador Diego Ramos de Orozco, il cui scopo principale era la difesa del porto di San Juan controllandone l'entrata. Per avere una difesa vitale mentre il resto del forte veniva completato, durante il primo anno di costruzione fu eretta una proto-fortezza. Solo nel 1587 gli ingegneri Juan de Tejada e Battista Antonelli disegnarono la versione finale del forte, basato sui principi ferrei delle fortificazioni militari spagnole di quel tempo. Fortificazioni simili del XVII e XVIII secolo possono essere ammirate a Cuba, Santo Domingo, nella Repubblica Dominicana, Porto Rico, Veracruz e Acapulco, in Messico, Portobelo, Cartagena de Indias e Città di Panama, Panama, Guatemala, Honduras e molte altre località dell'America Latina, che facevano parte dell'Impero spagnolo durante il periodo delle grandi scoperte.

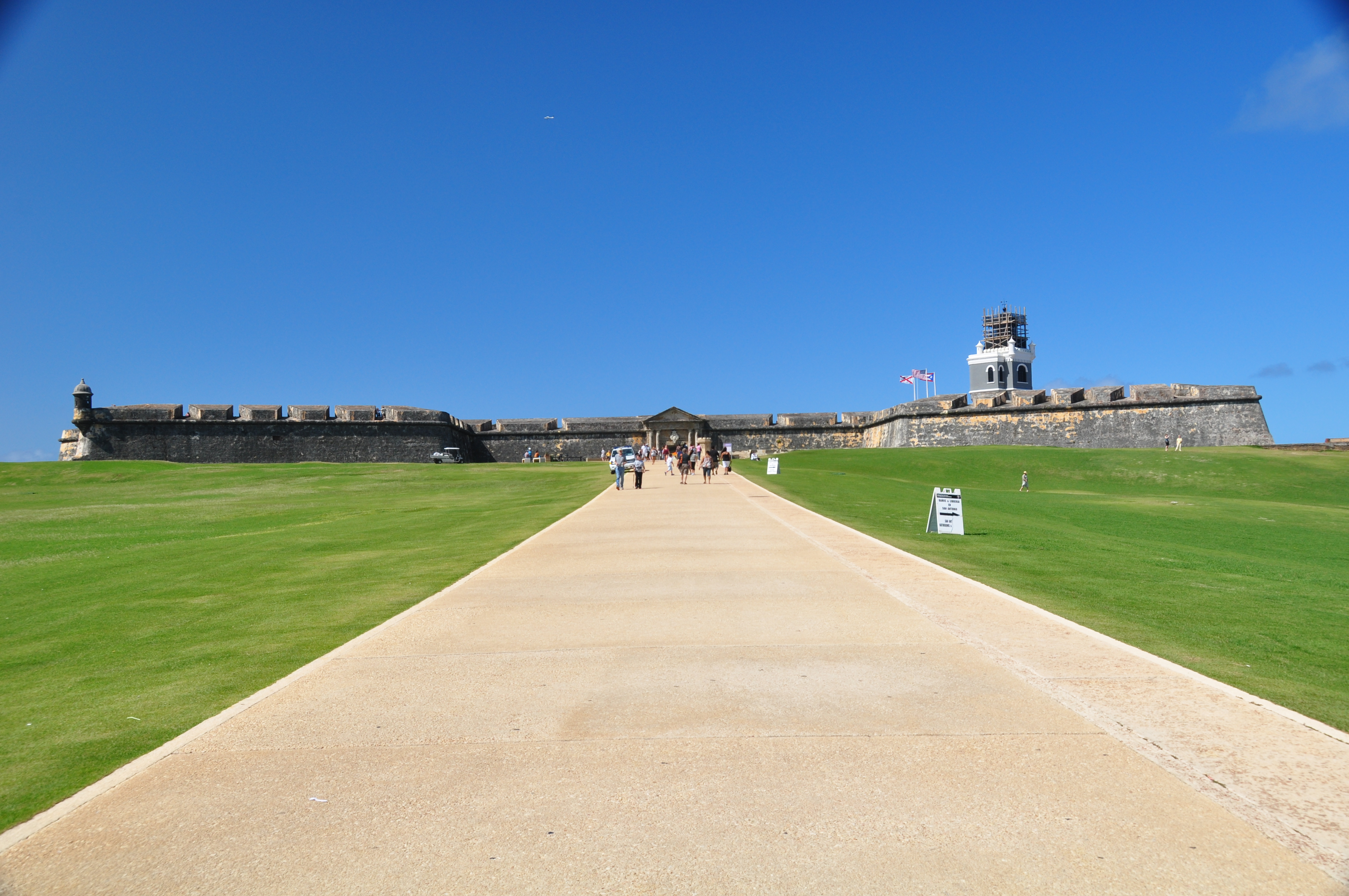
Veduta dell'ingresso di El Morro

Nel 1632 il governatore Enrique Enríquez de Sotomayor iniziò la costruzione della mura che avrebbero circondato la città di San Juan, terminandole nel 1680. Ma fu solo fino al 1765 che gli ufficiali militari guidati da Alejandro O'Reilly, ispettore generale della fanteria dell'Impero spagnolo, insieme al colonnello Tomás O'Daly, iniziarono a trasformare San Juan in una delle più potenti piazze delle Americhe. Alla fine degli anni 1780 O'Daly e i suoi ingegneri militari avevano completato le modifiche di El Morro, dandogli la attuale forma.
La più grande opera di fortificazione costruita dagli Spagnoli nelle Americhe, El Morro, aveva 450 cannoni, utilizzati nel 1797 dal capitano generale Ramon de Castro per respingere l'assedio, il blocco navale e gli attacchi del generale britannico Ralph Abercromby e dai suoi 7000 soldati inglesi e tedeschi.
Molte strutture complesse furono aggiunte successivamente a El Morro per aggiornarlo alle nuove tecnologie militari; ad esempio, le sue mura esterne, che erano state originalmente costruite con uno spessore di 1,8 metri, furono ancora ispessite fino a 5 metri alla fine del XVIII secolo.
La cittadella faceva parte delle quattro linee di difesa, con il castello di San Cristóbal, essendo la prima linea formata dalla fortezza di San Gerónimo e dal ponte di Sant'Antonio.
Oggi El Morro ha sei livelli emergenti dal livello del mare a un'altezza di 44 metri. Tutto lungo i muri si vedono garitte a tetto a cupola, che sono diventate un simbolo culturale della stessa Porto Rico. Il faro del Castillo de San Felipe del Morro fu eretto in cima alla cittadella stessa nel 1843, ma fu distrutto nel corso dei bombardamenti del 1898 da parte della flotta statunitense, nel corso della guerra ispano-americana; fu rimpiazzato dai militari statunitensi con l'attuale faro nel 1908. El Morro avrebbe una superficie di oltre 280000 m², compresa la parte esterna aperta, nota come "pendio e spianata", che poteva essere dominata dai cannoni nei secolo XVII e XVIII.